# Dryobates minor
Il picchio rosso minore (Dryobates minor Linnaeus, 1758)) è un uccello della famiglia dei Picidae; è il più piccolo picchio europeo.

## Aspetto
Piccolo rispetto agli altri picchi (dimensioni 14–15 cm, apertura alare 25–27 cm), pesa 18-22 g. Corpo corto e grassottello, capo arrotondato e becco appuntito, barre bianche e nere sul dorso; il maschio presenta una macchia rossa sulla testa. L'adattamento arboricolo si evince dalle dita delle zampe, due davanti ed una dietro, con unghie arcuate ed usano la coda come puntello per arrampicarsi sui tronchi.

## Distribuzione e habitat
Il picchio rosso minore può essere osservato in Eurasia ed Africa del nord, nidifica in buona parte dell'Italia, a quote più basse degli altri picchi rossi, in habitat anche più antropizzati. Predilige boschi con alberi a legno tenero quali il pioppo bianco, il salice, il castagno.

## Biologia

### Alimentazione
Si ciba prettamente di insetti, in particolare larve,  insetti xilofagi, formiche e coleotteri.

### Voce
Ha un richiamo breve e acuto e delimita il territorio sia tamburellando con il becco che con il canto. I suoni che emette sono una serie di note stridule "piit piit piit piit piit piit piit, piit "  ed ha un tambureggiamento piuttosto debole di quasi due secondi. Durante la stagione degli amori tambureggia con il becco sui tronchi cavi in cui nidifica.

### Riproduzione

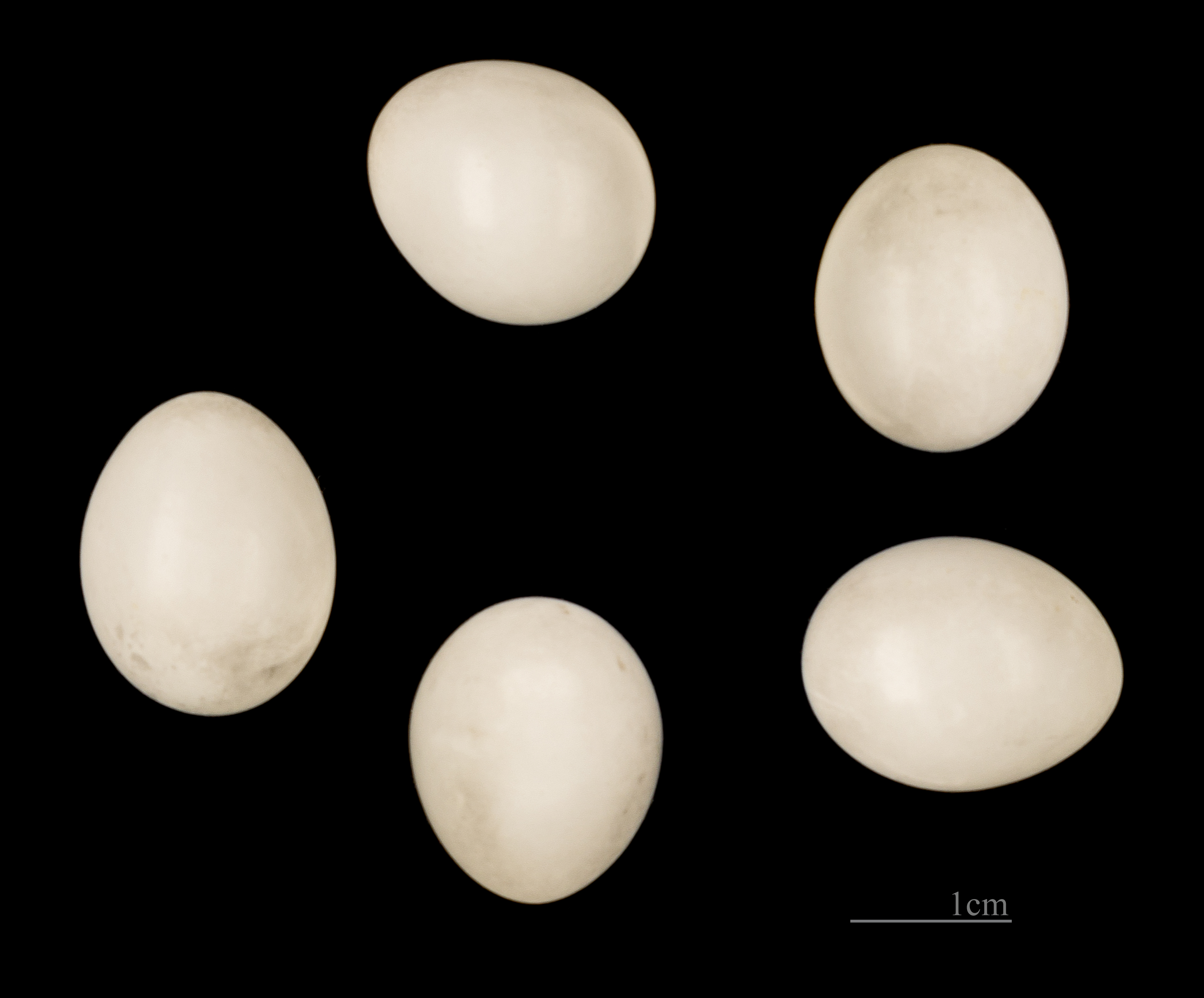
Dryobates minor

Nidifica in primavera  (maggio-giugno) all'interno di cavità; l'incubazione dura 12-14 giorni e vengono deposte 4-6 uova. I giovani si involano 18-20 giorni dopo la nascita. Il nido ha un foro d'accesso di 3,2 cm ed è spesso scavato su rami secondari.

## Sistematica
Il picchio rosso minore è stato descritto da Linneo nel 1758 nella decima edizione del Systema Naturae con il nome Picus minor. Successivamente, il naturalista tedesco Carl Koch lo ha spostato nel genere Dendrocopos . In tempi più recenti è stato inserito nel genere Dryobates.
Il nome del genere Dryobates deriva dal greco antico druos, che significa bosco, e batēs che significa camminatore.
Dryobates minor ha 13 sottospecie:
- Dryobates minor minor: dalla Scandinavia e nord-est della Polonia fino agli Urali;
- Dryobates minor ledouci: nord-ovest dell'Africa;
- Dryobates minor comminutus: Inghilterra e Galles;
- Dryobates minor kamtschatkensis: dagli Urali al mare di Okhotsk e nord della Mongolia;
- Dryobates minor hortorum: Europa centrale;
- Dryobates minor buturlini: Europa meridionale;
- Dryobates minor danfordi: Grecia e Turchia;
- Dryobates minor colchicus: Caucaso e Transcaucasia;
- Dryobates minor quadrifasciatus: Azerbaijan;
- Dryobates minor amurensis (Buturlin, 1908): nord-est della Cina, Siberia, penisola coreana e Hokkaido (Giappone);
- Dryobates minor immaculatus: Anadyr Basin e penisola della Kamchatka;
- Dryobates minor morgani: sud-ovest dell'Iran;
- Dryobates minor hyrcanus: nord dell'Iran;

## Galleria d'immagini

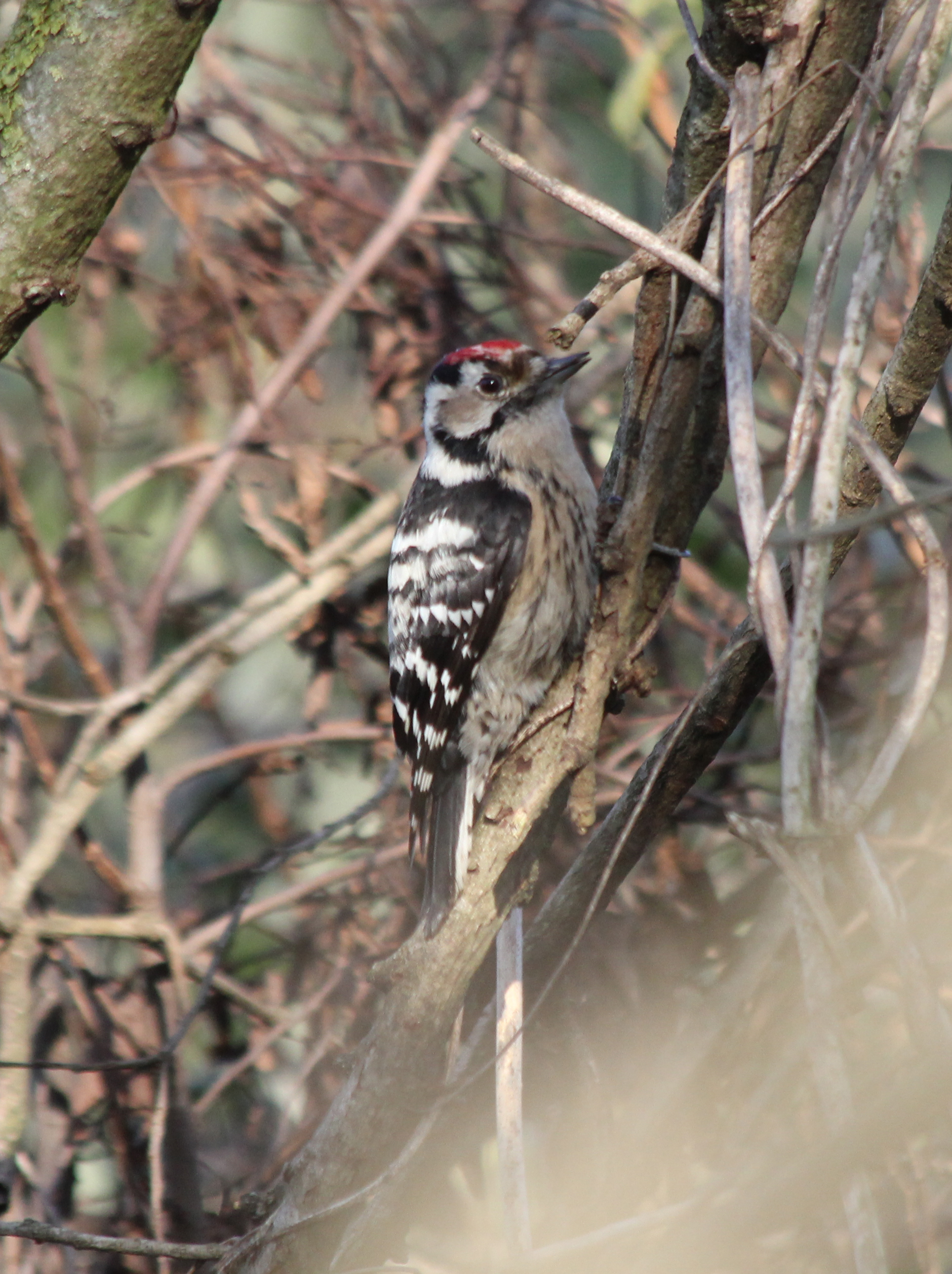
Dendrocopos minor (picchio rosso minore) a Roma, Parco della Caffarella (Parco Regionale dell'Appia Antica).
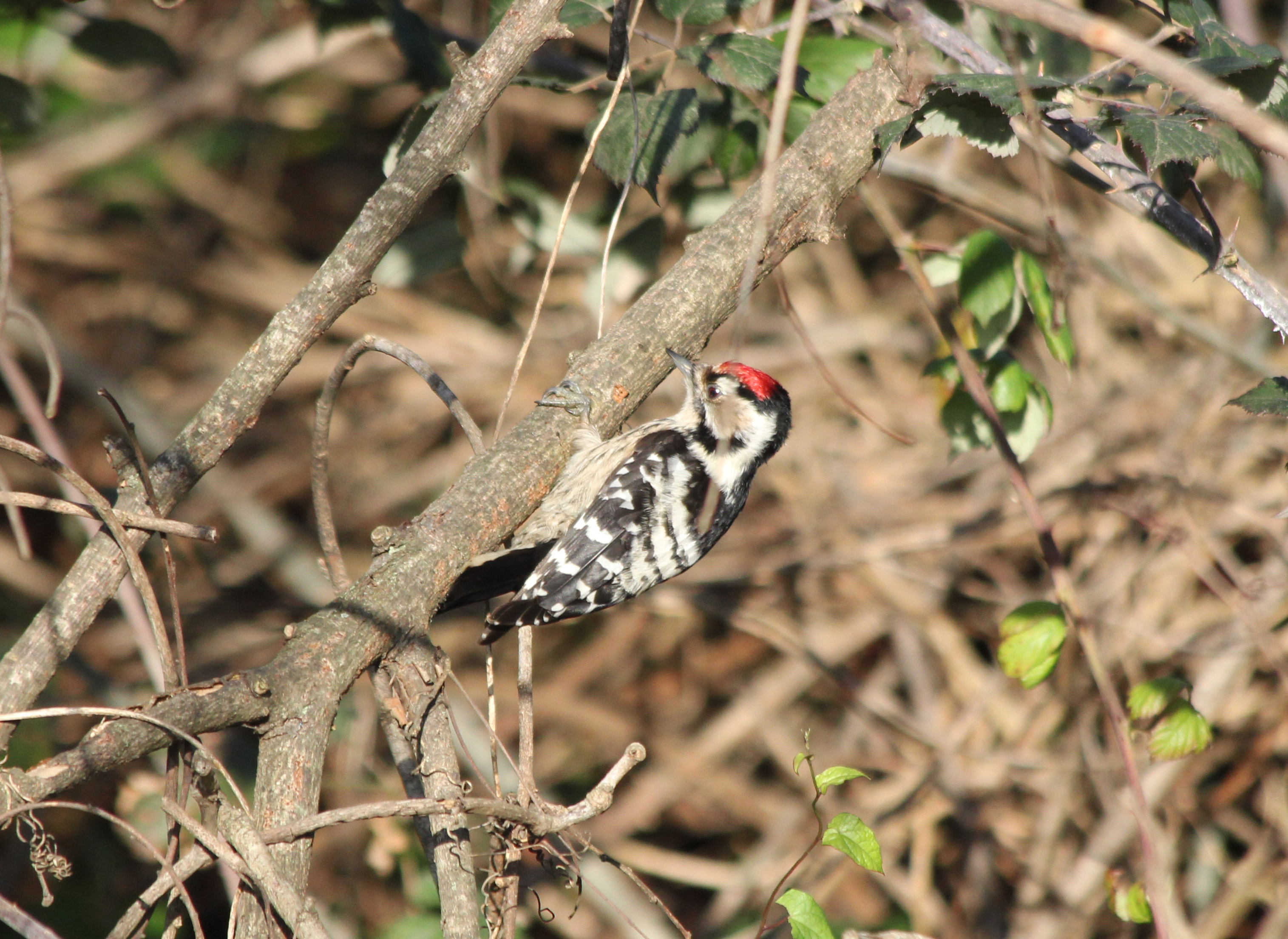
Dendrocopos minor (picchio rosso minore) a Roma, Parco della Caffarella (Parco Regionale dell'Appia Antica).
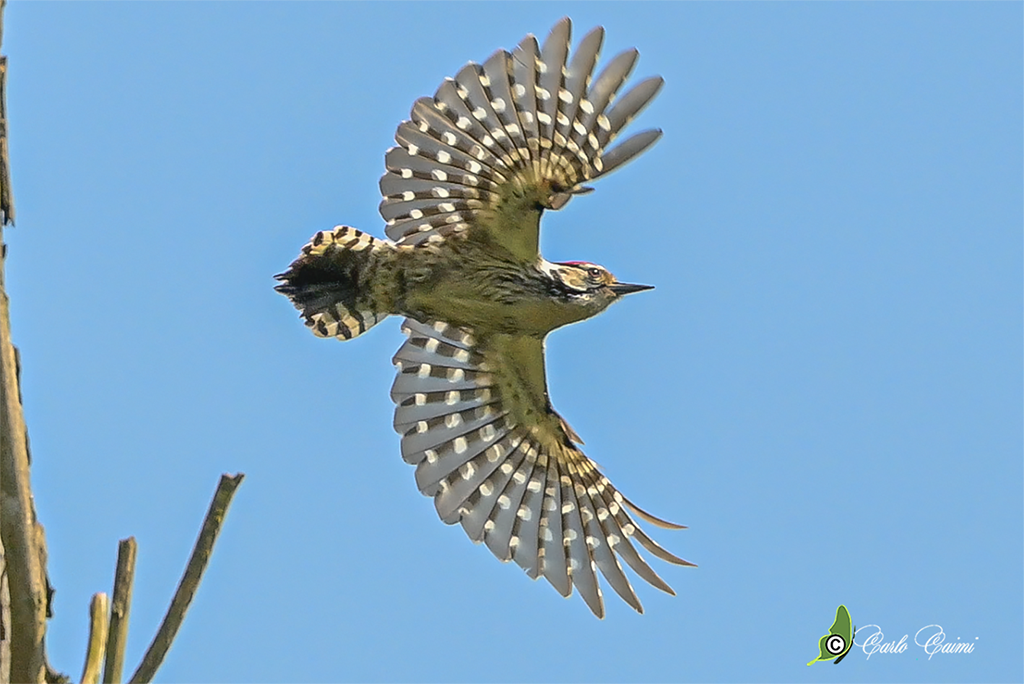
Picchio rosso minore (Dryobates minor)
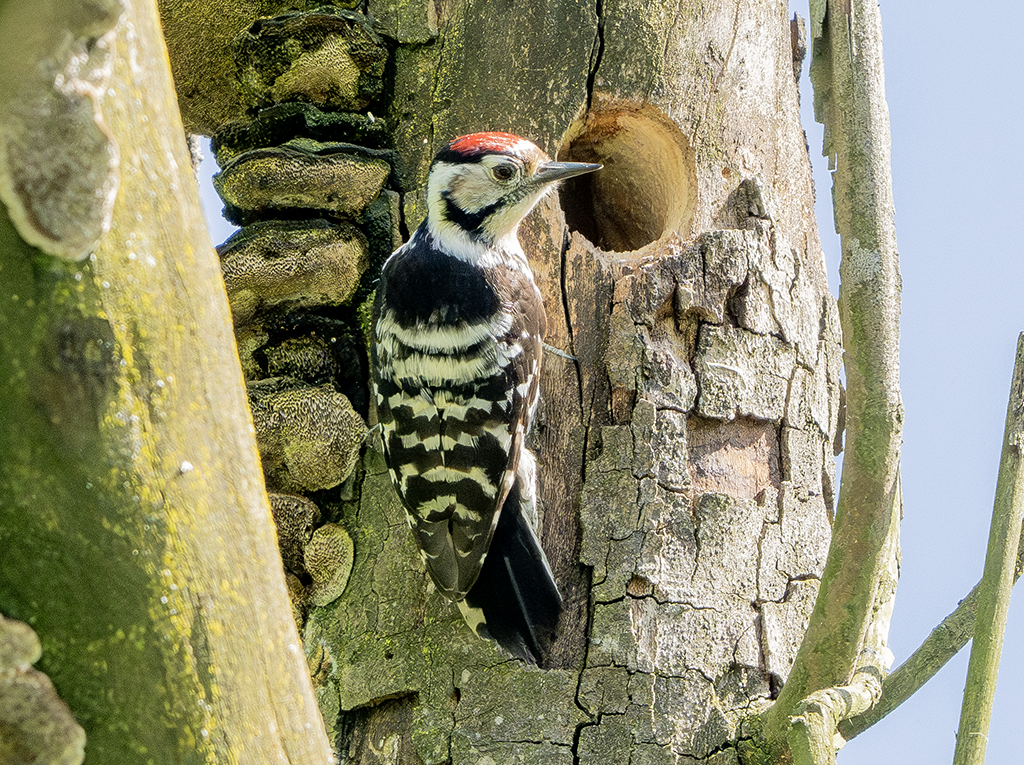
Picchio rosso minore (Dryobates minor)